# EZ Большой Медведицы
EZ Большой Медведицы (лат. EZ Ursae Majoris), HD 80953 — двойная звезда в созвездии Большой Медведицы на расстоянии приблизительно 795 световых лет (около 244 парсеков) от Солнца. Видимая звёздная величина звезды — от +6,28m до +6,23m.

## Характеристики
Первый компонент — оранжевая пульсирующая полуправильная переменная звезда типа SRD (SRD:) спектрального класса K2.